# Scolecenchelys profundorum
Scolecenchelys profundorum är en fiskart som först beskrevs av Mccosker och Parin, 1995.  Scolecenchelys profundorum ingår i släktet Scolecenchelys och familjen Ophichthidae. Inga underarter finns listade i Catalogue of Life.